# ハインリヒ・フォン・プロイセン (1900-1904)

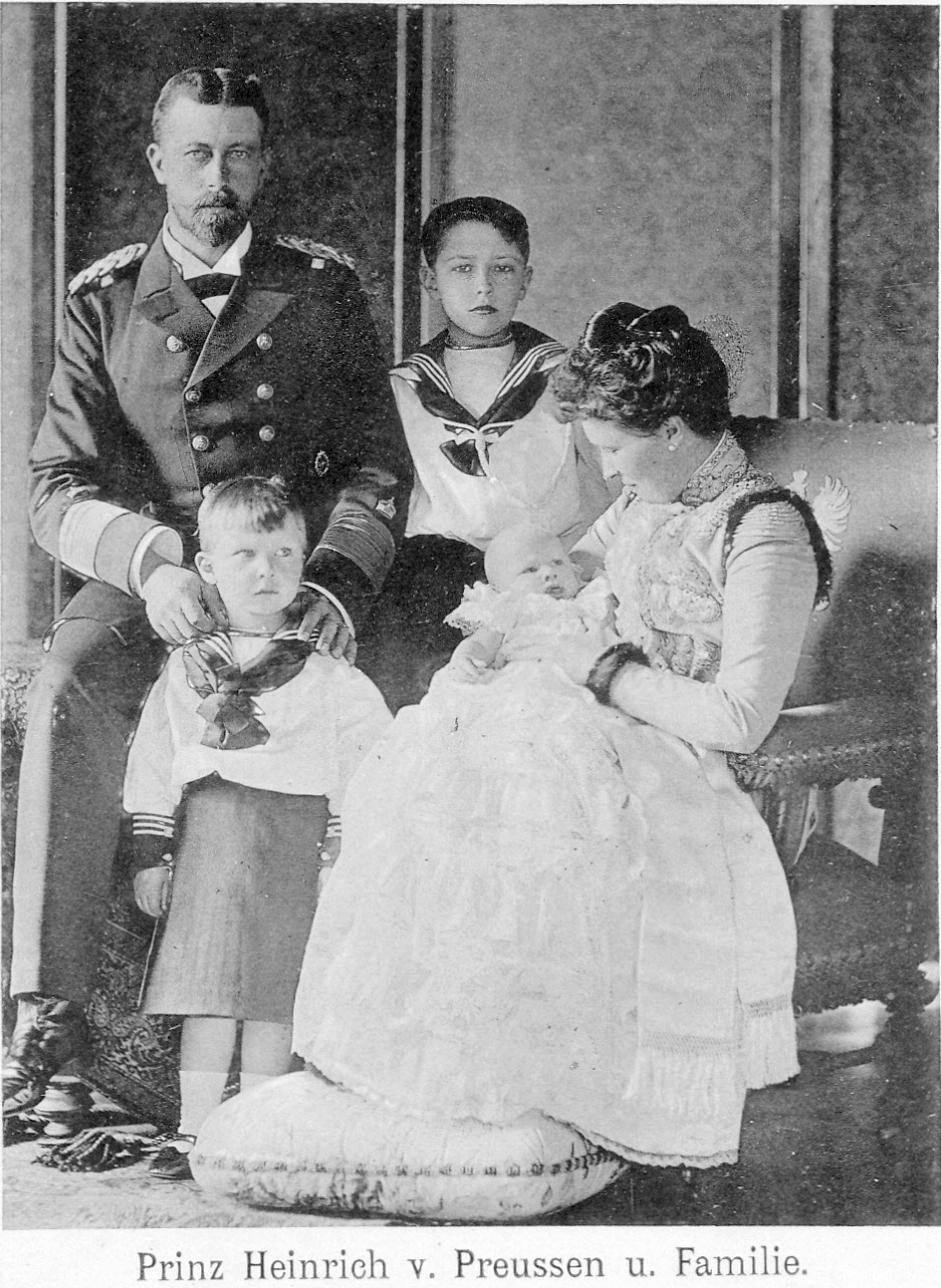
父や兄たちに囲まれ、母イレーネ王女に抱かれた生後間もないハインリヒ、1900年

ハインリヒ・ヴィクトル・ルートヴィヒ・フリードリヒ・フォン・プロイセン（Prinz Heinrich Viktor Ludwig Friedrich von Preußen, 1900年1月9日 - 1904年2月26日）は、ドイツ・プロイセン王国の王族、プロイセン王子（Prinz von Preußen）。
ドイツ皇帝ヴィルヘルム2世の弟で海軍軍人のプロイセン王子ハインリヒと、ヘッセン大公ルートヴィヒ4世の娘イレーネの間の第3子・三男として、キールのキール城にて誕生。ハインリヒと11歳年上の長兄ヴァルデマールは、従兄妹同士であった両親の共通の祖母である曾祖母ヴィクトリア英国女王に由来する血友病と診断され、成育には特別な配慮や注意が払われた。
ハインリヒは快活で悪戯好きな幼児であった。1904年2月25日、母イレーネ王女は何かを取りに行くため数分間だけ末息子から目を離した。ハインリヒはその隙に部屋の椅子によじ登り、さらに椅子からテーブルへと這い上がった。そこへ母親が戻ってくる音が聞こえたため、ハインリヒは急いで床に下りようとしてつまずき、椅子から床面へ頭から落下した。幼い王子は一瞬だけ泣き声を上げたが、母親が駆け寄ったときにはすでに意識がなくなっていた。頭部外傷によって血友病に起因する脳内出血を引き起こしており、翌日には死亡した。4歳になったばかりだった。

## 引用・脚注
1. ↑  "Court Circular". The Times (英語). No. 36091. London. 16 March 1900. p. 6.